# Korotowo
Korotowo (ros. Коротово) – wieś (dieriewnia) w Rosji, w rejonie czerepowieckim obwodu wołogodzkiego. W 2010 liczyła 698 mieszkańców.